# Heteropoda muscicapa
Heteropoda muscicapa är en spindelart som beskrevs av Embrik Strand 1911. Heteropoda muscicapa ingår i släktet Heteropoda och familjen jättekrabbspindlar. Inga underarter finns listade i Catalogue of Life.